# Brent Sancho
Pour les articles homonymes, voir Sancho.
Brent Sancho, né le 13 mars 1977 à Port d'Espagne, est un footballeur trinidadien. Il joue au poste de défenseur avec l'équipe de Trinité et Tobago et le club de Rochester Rhinos.

## Carrière

### En club
- 1999 : MyPa 47 -  Finlande
- 1999 : Tervarit -  Finlande
- 2000 : Charleston Battery -  États-Unis
- 2001-2002 : Portland Timbers -  États-Unis
- 2003 : San Juan Jabloteh -  Trinité-et-Tobago
- 2003 : Joe Public FC -  Trinité-et-Tobago
- 2003-2005 : Dundee FC -  Écosse
- 2005-2007 : Gillingham FC -  Angleterre
- 2007-2008 : Millwall -  Angleterre
- 2008 : Ross County -  Écosse
- 2008 : Atlanta Silverbacks -  États-Unis
- 2009- : Rochester Rhinos -  États-Unis

### En équipe nationale
Il a eu sa première cape en 1999. Sancho a joué onze matchs de qualification pour la coupe du monde de football 2006.
Il participe à la coupe du monde 2006 avec l'équipe de Trinité et Tobago.

## Palmarès
- 43 sélections en équipe nationale entre 1999 et 2006